# Podpleče
Podpleče este o localitate din comuna Cerkno, Slovenia, cu o populație de 26 de locuitori.